# General Pinedo
General Pinedo é uma cidade da Argentina, localizada na província de Chaco.